# 解約率
解約率（かいやくりつ）あるいはチャーンレート (英: churn rate) は、特定の期間に集合から移動する個人や項目の数の尺度である。これは、企業における顧客の定常状態レベルを決定する2つの主要要因の1つである。人事などでは離職率と呼ばれることもある
この用語は多くの文脈で使用されるが、顧客契約ベースのビジネス、たとえば携帯電話ネットワークや有料テレビ事業者などの加入者ベースのサービスモデルを持つビジネスで最も広く使用される。この用語は、ピアツーピアネットワークでの参加者の離反を指すためにも使用される。解約率は、顧客生涯価値モデルや、マーケティングミックスモデルでマーケティング投資回収率を測定するシミュレーターに活用する。

## 定義
解約率は、顧客ベースに適用される場合、特定の期間中にサプライヤーを離れる契約顧客または加入者の割合を指す。これは、顧客の不満、競合他社からのより安価および/またはより良いオファー、競合他社によるより成功した販売および/またはマーケティング、または顧客のライフサイクルに関係する理由の可能性のある指標である。
チャーン (解約)は、平均的な顧客寿命の概念と密接に関連している。たとえば、年間解約率が25％の場合、平均顧客寿命は4年である。年間解約率33％は、平均顧客寿命が3年であることを意味する。解約率は、顧客がサプライヤーを変更することを思いとどまらせる障壁を作ることで（契約上の拘束期間、独自の技術の使用、付加価値サービス、独自のビジネスモデルなど）、またはロイヤルティプログラムなどの保持活動を通じて最小限に抑えることができる。消費者がサービスを中止した後、同じ年内にサービスを再開した場合は、解約率が大きく見える可能性がある。したがって、絶対的な解約総数である "グロスチャーン" と、契約者総数の減少である "ネットチャーン" を明確に区別する必要がある。 2つのチャーンの違いは、同じ期間に参加した新規加入者数を入れるかどうかであり、ネットチャーンはグロスチャーンから新規顧客契約率を引いたものとなる。
サプライヤーが、ロスリーダーとなる「開始時特別オファー」を提供すると、加入者が繰り返し加入と解約を繰り返して特別オファーを何回も使おうとするため、解約率が高くなる。"回転チャーン" という用語は、顧客が解約直後、すぐに新規契約することを指す。これはプリペイド携帯電話サービスで一般的であり、既存顧客は、新しい顧客だけが利用できる特別オファーを利用するために、現在のプロバイダーから新規のサブスクリプションを取得する。
加入者や顧客の文脈における生存率は、1から解約率を引いたものである。たとえば、25％の年間解約率は75％の年間生存率と同じとなる。どちらも、顧客寿命が4年であることを意味します。つまり、顧客寿命は、その顧客の(予測)解約率の逆数として計算できる。したがって、顧客寿命の分布のゴンペルツ分布モデルは、解約率の分布も予測できる。
顧客ベースが急成長している企業（たとえば、 BCGマトリックス問題の子供またはスターフェーズのデジタルメディア企業）の場合、解約率の統計分析で混乱が生じる可能性がある。新規顧客獲得が大きい場合は、顧客ベース全体で見た解約率は、本来の解約率よりも低めに見積もられる可能性がある。

ほとんどの場合、解約は、顧客がサービスに不満を持っていることを示していると見なされる。ただし、サービスが約束を果たす一部の業界 (ヘルスケアサービス、減量サービス、オンラインデートプラットフォームなど) では、解約は前向きなシグナルと見なされる。 

## チャーンレートの種類

### カスタマーチャーンレート
ある時点で契約している顧客のうち、一定の期間内に解約した顧客や有料プランから無料プランにダウングレードした顧客の割合を示すもの。
```
カスタマーチャーンレート=一定期間で解約した顧客数 ÷期首の顧客数×100
```

### レベニューチャーンレート
ある時点であげた収益のうち、一定の期間内に減少した(増加した)収益の割合を示すもの。
収益を変動させる要因は、解約以外にもいくつか考えられる。減少させる要因としては上位プランから下位プランへのダウングレードもあるし、増加させる要因としてはアップセルやクロスセルもある。そのため、レベニューチャーンレートは、収益を変動させた要因に応じてさらに2種類に分類することができる。
①グロスレベニューチャーンレート
解約やダウングレードなど収益を減少させる要因のみにフォーカスし、一定期間内で生じた損失額の割合を示すもの。
```
グロスレベニューチャーンレート=期間内の損失額÷期間内の総収益×100
```

②ネットレベニューチャーンレート
解約やダウングレードなどの減少要因に加えて、アップセルやクロスセルなどの増加要因も含めて、一定期間内で生じた損失額(利益額)の割合を示すもの。
変動した収益全てを考慮するので、最終的に増収していればマイナスの値になる。
```
ネットレベニューチャーンレート=(期間内の損失額 − 期間内の利益額)÷期間内の総収益×100
```